# Szentivánéji álom (film, 2005)
A Szentivánéji álom (eredeti cím: El sueño de una noche de San Juan) a Dygra Films 2005-ös számítógépes animációs filmje. A Spanyolországban és Portugáliában készült film William Shakespeare Szentivánéji álom című darabjának laza feldolgozása.

## Szereplők
| Szereplő       | Eredeti hang       | Magyar hang    |
| -------------- | ------------------ | -------------- |
| Helena         | Romola Garai       | Törtei Tünde   |
| Thészeusz      | Bernard Hill       | Végvári Tamás  |
| Puck           | Billy Boyd         | Szokol Péter   |
| Lysander       | Rhys Ifans         | Végh Péter     |
| Titania        | Miranda Richardson | Ősi Ildikó     |
| A boszorkányok | Fiona Shaw         | Halász Aranka  |
| Demetrius      | Toby Stephens      | Kautzky Armand |
| Oberon         | Juan Perucho       | Faragó András  |